# Bae Mi-jung
Bae Mi-jung (ur. 18 lipca 1968) – południowokoreańska judoczka. 
Zajęła 2. miejsce  wadze półciężkiej w turnieju pokazowym w Seulu 1988.
Startowała w tej kategorii wagowej na mistrzostwach świata w 1987 w Essen.

## Letnie Igrzyska Olimpijskie 1988
| Konkurencja | Rundy eliminacyjne      | Runda finałowa         | Runda finałowa           | Klas. końcowa |
| Konkurencja | Przeciwnik I            | 1/2                    | Finał                    | Miejsce       |
| ----------- | ----------------------- | ---------------------- | ------------------------ | ------------- |
| 72 kg       | Wendy Callender (AUS) Z | Barbara Claßen (FRG) Z | Ingrid Berghmans (BEL) P | 2.            |